# Lacapelle-Barrès
Lacapelle-Barrès è un comune francese di 58 abitanti situato nel dipartimento del Cantal nella regione dell'Alvernia-Rodano-Alpi.

## Società

### Evoluzione demografica
Abitanti censiti